# Grands patrons
 (avril 2012).
Si vous disposez d'ouvrages ou d'articles de référence ou si vous connaissez des sites web de qualité traitant du thème abordé ici, merci de compléter l'article en donnant les références utiles à sa vérifiabilité et en les liant à la section « Notes et références ».
Le terme grands patrons est utilisé [Où ?] [Quand ?] pour désigner les dirigeants (patrons) de sociétés multinationales ou de sociétés très importantes économiquement pour un pays, réputés particulièrement bien payés. Leurs responsabilités, salaires et statuts sont périodiquement (re)mis en question, dont par exemple à l'occasion de la crise financière de 2008.
On parle notamment des patrons du CAC 40.

## Grands patrons et politique
Au XXe siècle et plus encore au début du XXIe siècle (dont en France), ils contribuent de plus en plus à orienter les politiques publiques et financières aux échelles locales à internationales, en finançant les partis politiques, certaines institutions (l'OMS, au sein de l'ONU reçoit par exemple des fonds importants de la fondation Bill-et-Melinda-Gates) ou des candidats aux présidentielles, via certains lobbys industriels et financiers, via le pantouflage et par des participations croisées dans les conseils d’administration de grandes entreprises privées et/ou publiques, en influençant la réflexion politique (via des fondations, instituts, think tanks, écoles, groupes de discussion politique, publications),. 
Ils se légitiment en cela par leur statut (symbole de réussite socioéconomique) et leurs réseaux (notamment appuyés sur les grandes écoles (en France : École normale supérieure, École nationale d’administration, Polytechnique, Mines, Ponts, Centrale, École nationale supérieure des télécommunications, HEC, École supérieure de commerce de Paris, Essec, Institut européen d’administration des affaires (Insead), Sciences-Po et Supelec... source d'une certaine endogamie). 
Selon la sociologue Catherine Comet, dans les années 2000 l'espace des organisations de réflexion politique tend à s'autonomiser vis-à-vis de la sphère publique, ce qui renforce la capacité d'influence des grands patrons vis-à-vis du monde politique, non sans controverses au sein des instances consultatives qu'ils influencent, dans les domaines de l’éducation et de la formation, de la dette publique/privée ou des politiques et réglementations climatiques et environnementales par exemple.
Des années 1980 à la crise de 2008, ils ont en France beaucoup contribué aux mouvements de privatisation et de mondialisation de l'économie,

## En France
En France la notion de « grands patrons » désigne tout particulièrement les patrons des sociétés du CAC 40.
- Michel Hommell est un grand patron de la presse française ;
- Philibert Vrau, un « grand patron social ».

### Au cinéma
Plusieurs films mettent en scène des grands patrons :
- Les Grandes Familles, un film français réalisé par Denys de La Patellière en 1958,
- L'Héritier, un film de Philippe Labro sorti en 1973 mettant en scène un « grand patron » de la presse et ses descendants.